# Mario Agnoli
Mario Agnoli (Bologna, 22 settembre 1898 – Bologna, 20 gennaio 1983) è stato un ingegnere e politico italiano.

## Impegni professionali diretti o indiretti
Laureato in ingegneria civile, si occupò di edilizia privata, progettò colonie e conventi (in particolare per l'Ordine Domenicano). Presidente dell'Accademia delle Belle Arti dal 1962 al 1963, dell'Ordine degli Ingegneri dal 1964 al 1966, della Cassa Nazionale di Previdenza e Assistenza degli Ingegneri e Architetti dal settembre 1965 al giugno 1969.

## Impegni militari
Decorato al valore e invalido nella prima guerra mondiale. Volontario nella Seconda (1941 - settembre 1943) previa rinuncia all'invalidità. Durante la permanenza in Grecia progettò e diresse la costruzione di una ferrovia.

## Impegni politico-amministrativi
Aderì al fascismo nel 1920, facendo parte della vecchia guardia guidata da Leandro Arpinati. Con l'avvento del fascismo al potere, si dedicò unicamente alla professione. Non ebbe alcun incarico politico di rilievo fino al 1935, quando venne nominato membro del Direttorio del Fascio Federale di Bologna, con incarichi di consulenza tecnica.
In licenza nel settembre 1943 (il giorno 8 lo colse a Postumia), accettò la carica di Commissario Prefettizio del comune di Bologna, offertogli dall'allora Prefetto Trinchero (Governo Badoglio) e, con l'avvento della Repubblica Sociale, la carica di podestà della città di Bologna, che conservò fino all'aprile del 1945 (12 febbraio 1944 - 20 aprile 1945).
A capo dell'amministrazione comunale in un periodo caratterizzato dall'occupazione tedesca, dall'avvicinarsi del fronte di guerra e dalle condizioni di vita della cittadinanza sempre più precarie, Mario Agnoli si adoperò, fin da pochi giorni dopo la sua nomina, per organizzare l'emergenza legata agli avvenimenti bellici. Il neocostituito Comitato Straordinario di Pubblica Assistenza, che riuniva Mario Agnoli (presidente), il Vescovo ausiliare e i vertici degli enti pubblici, iniziò così a realizzare provvedimenti nell'interesse della cittadinanza: rifugi, alloggi, ospedali, servizi sussidiari.
Parallelamente a questa attività di assistenza, il podestà Mario Agnoli intrattenne una fitta corrispondenza con il feldmaresciallo Albert Kesselring, allo scopo di ottenere il riconoscimento di "città aperta" in modo da risparmiare la città dai bombardamenti aerei. Formalmente questo riconoscimento non giunse mai - anche perché l’iniziativa fu ampiamente osteggiata da più parti - ma la città di Bologna lo fu di fatto come città ospedaliera e il podestà Agnoli riuscì a salvaguardare il centro storico dai bombardamenti a partire dall'autunno del 1944, favorendo il flusso di una umanità disperata che poté godere delle numerose strutture di soccorso.
Il 21 marzo 1946, a guerra finita, fu chiamato in giudizio dalla Commissione per l'applicazione di sanzioni a carico dei fascisti politicamente pericolosi. La relazione finale - in cui si riportano le deposizioni giurate, fra le altre, del padre Domenico Acerbi, Provinciale dell'Ordine Domenicano, e di don Gilberto Baroni (in rappresentanza dell'Arcivescovo di Bologna) - si conclude così: L'Ing. Mario Agnoli non doveva, per quanto sopra, essere segnalato a questa Commissione per la sospensione dei diritti elettorali; la stessa segnalazione si risolve in una manifesta offesa alla giustizia, offesa che va riparata riconoscendosi all'Ing. Agnoli la figura del cittadino onesto, del patriota, fervente artefice in collaborazione con altre eminenti personalità, della salvezza della sua città in uno dei più gravi momenti della sua storia.
Trova riposo nel cimitero monumentale della Certosa di Bologna.

## Fonti bibliografiche
- Agnoli Mario, Bologna «città aperta». Settembre 1943 - Aprile 1945. Tamari Editore, Bologna. 1975.
- Agnoli Mario, Bologna «città aperta». Settembre 1943 - Aprile 1945. Minerva Edizioni, Bologna. 2021.